# Sankt Ingbert-Kirkeler Waldgebiet

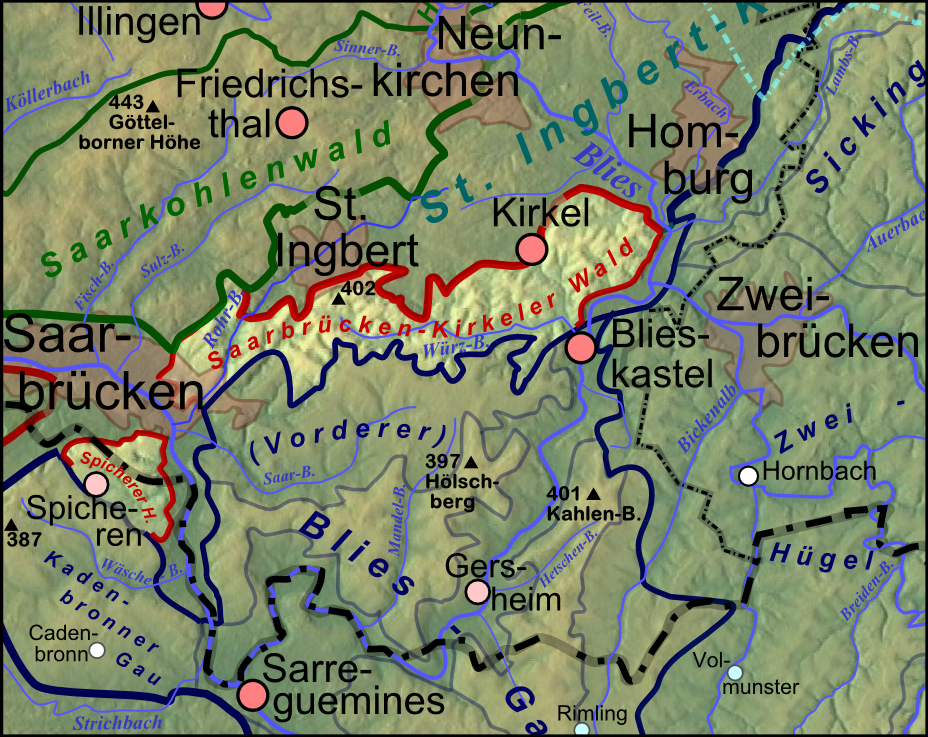
Karte der Naturräume im südlichen Saarland

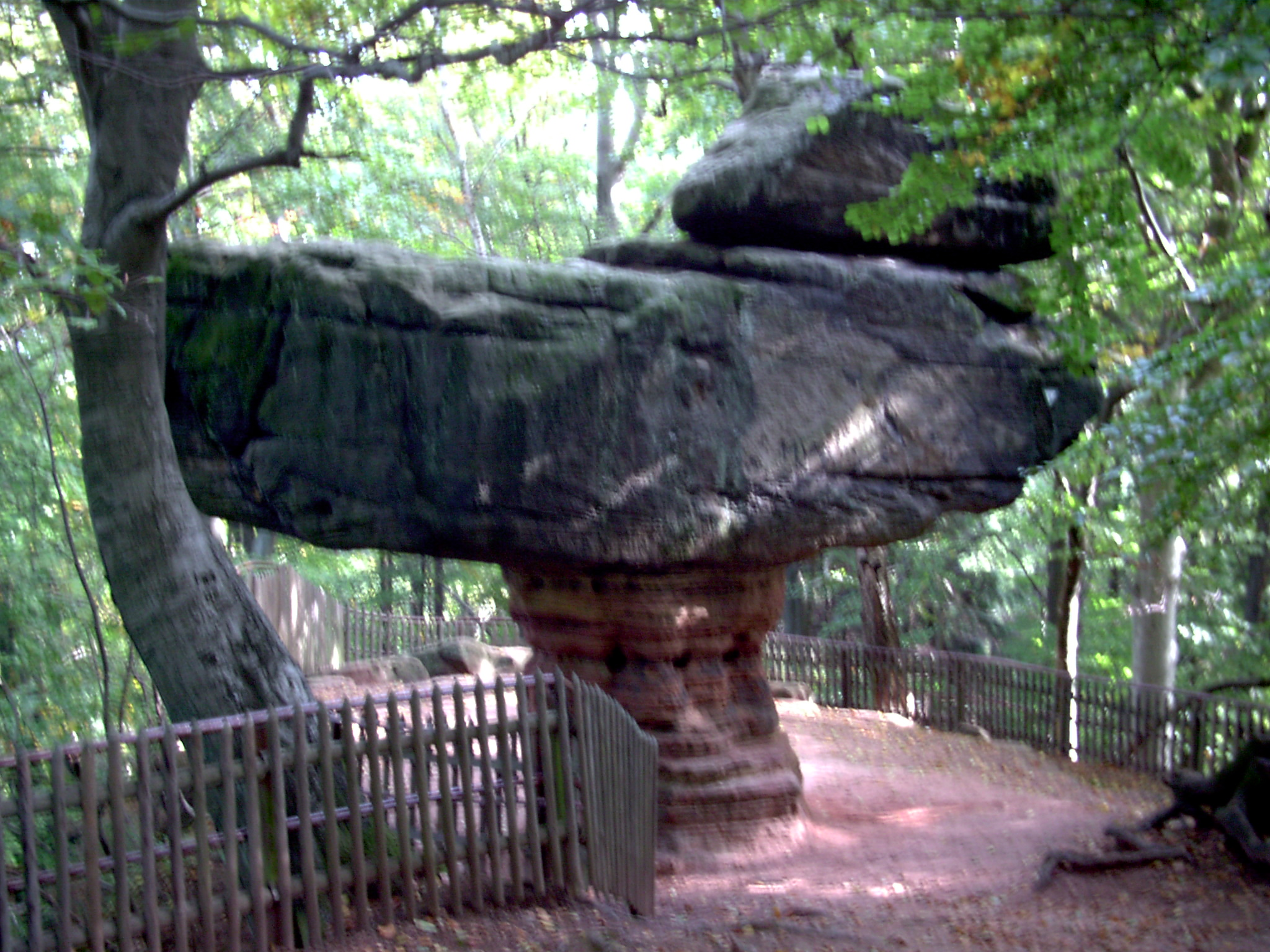
Der Stiefel bei St. Ingbert

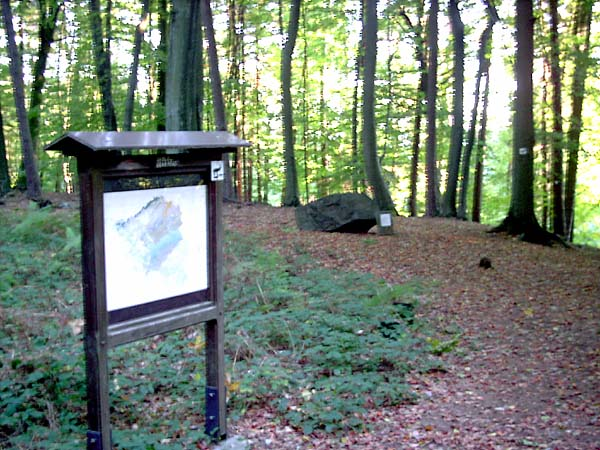
Geologischer Lehrpfad im Kirkeler Wald

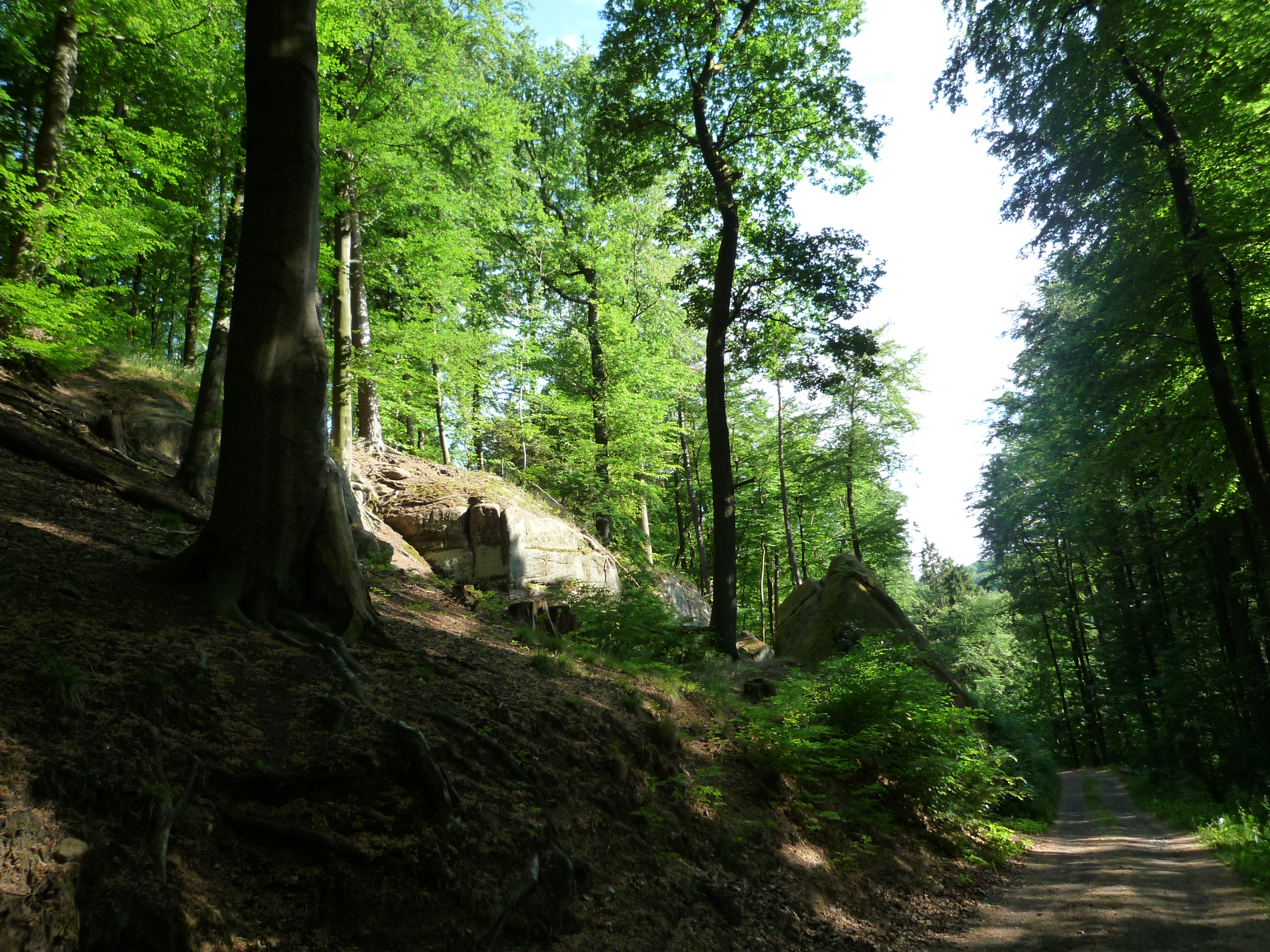
Lichtung bei Niederwürzbach; Rotbuchenwald auf Buntsandstein

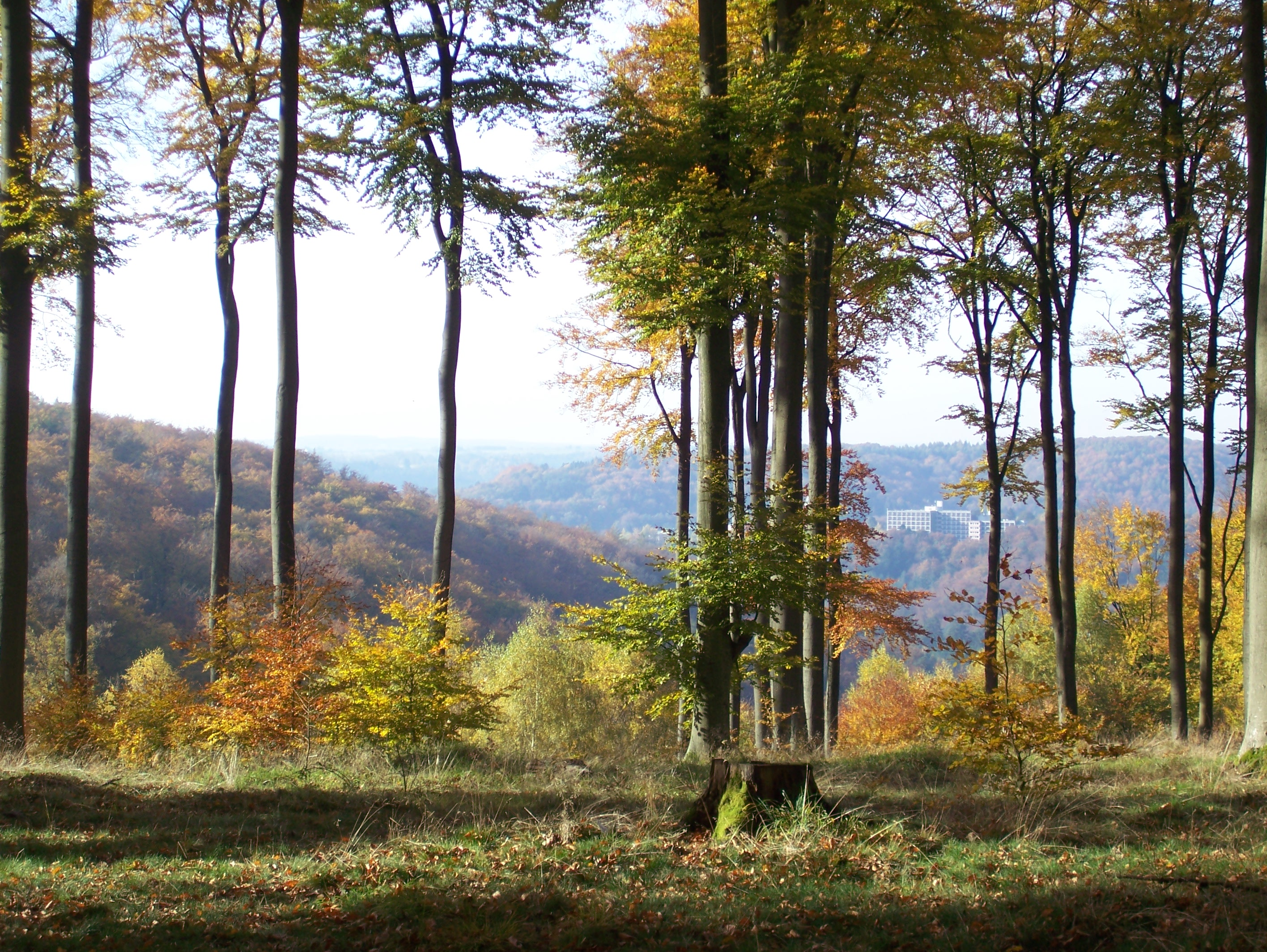
Herbst im Sankt Ingbert-Kirkeler Waldgebiet, mit Bliestalkliniken im Hintergrund

Das Sankt Ingbert-Kirkeler Waldgebiet ist ein Naturraum im südlichen Saarland. Es erstreckt sich im saarländischen Saarpfalz-Kreis vom St. Ingberter Stadtteil Rentrisch im Westen, über St. Ingbert und über Kirkel bis Wörschweiler im Osten. Das Sankt Ingbert-Kirkeler Waldgebiet bildet zusammen mit dem St. Johanner Wald sowie, im weiteren Sinne, dem Scheidter Berg den Saarbrücken-Kirkeler Wald und gehört damit zum Pfälzisch-Saarländischen Muschelkalkgebiet.
Es handelt sich um eine Hügellandschaft mit maximal rund 400 m ü. NN auf Buntsandstein, deren potenzielle natürliche Vegetation im größten Teil ein bodensaurer, artenarmer Buchenwald wäre. Die naturnahe Waldbewirtschaftung der letzten Jahrzehnte sorgt dafür, dass die vielerorts angelegten Nadelholzforsten wieder verschwinden und die Vegetation sich dem Buchenwald annähert. Der Boden sorgt für eine der besten und weichesten Trinkwasserqualitäten in Deutschland.

## Begrenzung
Im Norden wird das Sankt Ingbert-Kirkeler Waldgebiet durch die St. Ingberter Senke und das Homburger Becken begrenzt. Im Osten ist das Waldgebiet durch die breite Aue der Blies vom Zweibrücker Westrich getrennt. Im Süden, etwa in der Höhe von Blieskastel und Aßweiler schließt sich der Bliesgau an, der durch seine intensive Kulturlandschaft und seine Muschelkalkböden geprägt ist. Bei Rentrisch geht es ins Scheidter Tal über, das unmittelbar an die Stadt Saarbrücken grenzt.

## Geologie
Der größte Teil liegt im Bereich des mittleren Buntsandsteins. Nur die größeren Erhebungen gehen in den Bereich des oberen Buntsandsteins.

## Landschafts- und Naturschutz
Teile des Waldgebiets unterliegen dem Landschaftsschutz: Die Gebiete südlich von Neunkirchen, südlich der Bundesautobahn 6 und südlich der
Bundesautobahn 8 im Bereich der Gemarkungen Limbach und Kirkel-Neuhäusel sind als Landschaftsschutzgebiete ausgezeichnet.
Das Tal zwischen Kirkel und Lautzkirchen, das vom Kirkeler Bach durchflossen wird, ist ein ausgewiesenes Naturschutzgebiet. In ihm entwickelt sich die Vegetation zu einem Erlenbruchwald. Das Geißbachtal, zwischen dem Geistkircher Hof östlich von Rohrbach und dem Würzbacher Weiher gelegen, steht teilweise ebenfalls unter Naturschutz.
Ein großer Teil des Sankt Ingbert-Kirkeler Waldgebietes gehört zum Biosphärenreservat Bliesgau.

## Gewässer
Die Hauptentwässerung erfolgt durch den Würzbach, der von Reichenbrunn kommend nach Osten fließt und bei Lautzkirchen in die Blies mündet.
Der Kirkelerbach durchquert das Waldgebiet etwa in der Mitte von Nord nach Süd und mündet in Lautzkirchen in den Würzbach.
Geprägt ist das Waldgebiet von vielen kleineren Weihern, wie dem Sägeweiher bei Hassel, dem Griesweiher oder dem Niederwürzbacher Weiher.
Größtes Fließgewässer ist der Rohrbach, der am Kahlenberg entspringt und nördlich am St.-Ingbert-Kirkeler Waldgebiet vorbei nach Westen zur Saar hin fließt. Die Senke nördlich von Kirkel-Limbach wird durch den Mutterbach entwässert, der bei Limbach in die Blies mündet.

## Sehenswürdigkeiten
Besondere Sehenswürdigkeiten sind der St. Ingberter Stiefel, die Kirkeler Burgruine und die gallo-römischen Grabsteine in Lautzkirchen. Ebenfalls aus römischer Zeit stammt der gallorömische Tempelbezirk, der zwischen Bierbach und Wörschweiler liegt. Ein Nachbau dieses Tempels befindet sich auf dem Gelände des Römermuseums Schwarzenacker.
Der Kirkeler Felsenpfad führt an einem langgestreckten Felsmassiv vorbei, das teilweise als Klettergebiet genutzt wird.
Auf dem 370 m hohen Klosterberg nördlich des Dorfes Wörschweiler befinden sich die Ruinen des ehemaligen Zisterzienserklosters Wörschweiler.
Rund um den Würzbacher Weiher befinden sich Teile einer ehemals umfangreicheren Schlossanlage der Blieskasteler Grafen von der Leyen.
An die nordöstliche Flanke des Waldgebietes grenzt die Limbacher Sanddüne.

## Verkehrsanbindung
Hauptverkehrsader ist neben der ehemaligen Bundesstraße 40 (heute L 119), nach Napoleons I. Feldzug 1806 als Kaiserstraße (Saarbrücken – Mainz) bekannt, die Bundesautobahn 6 (Saarbrücken–Mannheim).
Am Nordrand verläuft die Bahnstrecke Mannheim–Saarbrücken, von Südosten her die Bahnstrecke Landau–Rohrbach.